# Marek Wielgus

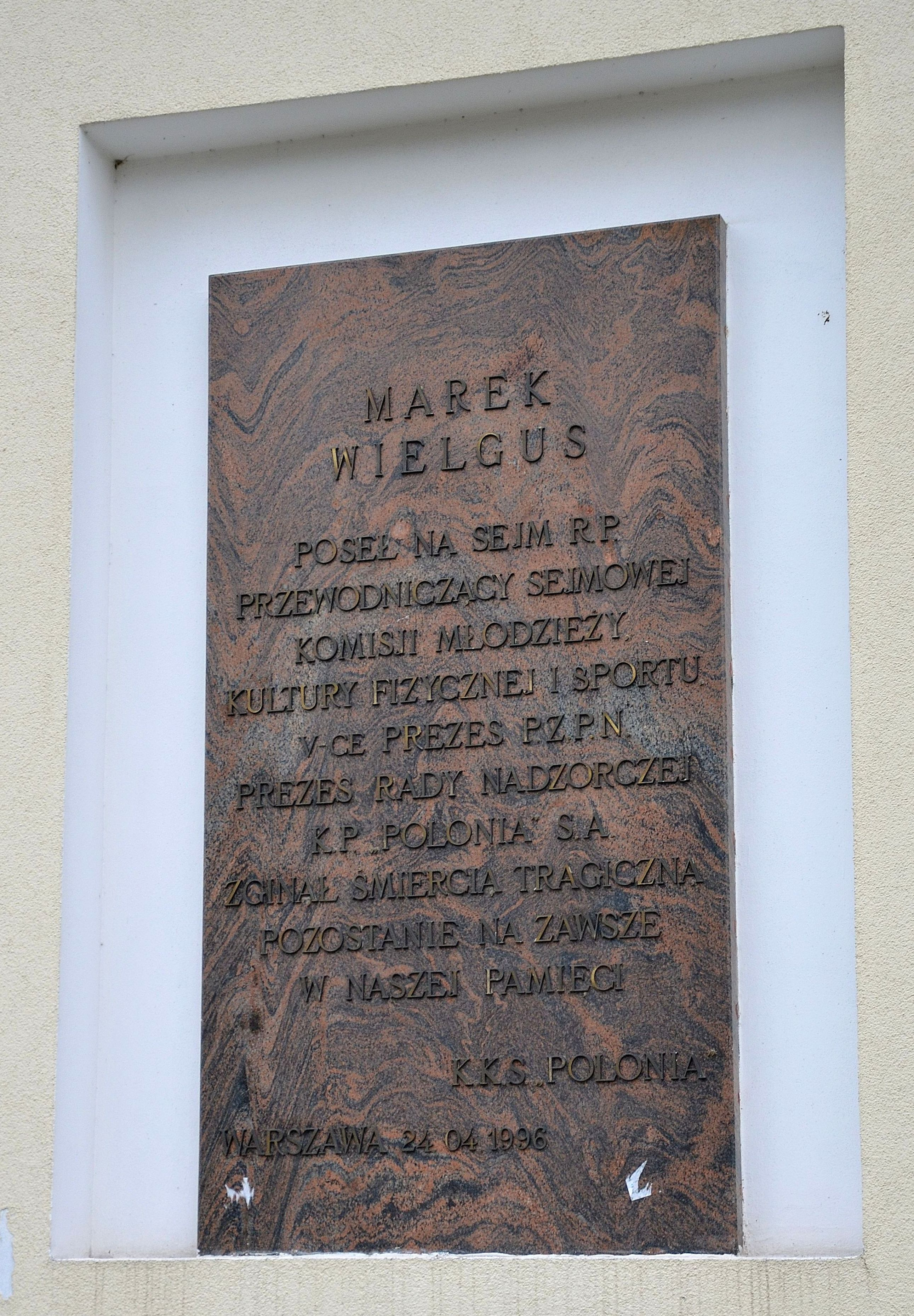
Tablica upamiętniająca Marka Wielgusa na budynku Stadionu Polonii Warszawa

Marek Wielgus (ur. 20 grudnia 1950 w Warszawie, zm. 6 lutego 1996 w Dominikanie) – polski działacz sportowy, fotograf, poseł na Sejm II kadencji.

## Życiorys
Syn Mieczysława. Był absolwentem Szkoły Rzemiosł Artystycznych w Warszawie (1970). W latach 80. współpracował z pismem „Sportowiec”, następnie wydawał pismo „Mecz”. Założył pierwsze w Polsce Laboratorium Fotografii Profesjonalnej. Zajmował się fotografią sportową, czterokrotnie uczestniczył w mistrzostwach świata w piłce nożnej. Wydał kilka albumów, organizował też wystawy własnych prac. W latach 1993–1996 był właścicielem sekcji piłkarskiej Polonii Warszawa i prezesem rady nadzorczej Klubu Sportowego Polonia Warszawa.
W wyborach w 1991 bez powodzenia startował jako bezpartyjny kandydat z listy Stronnictwa Demokratycznego. W 1993 został wybrany na posła II kadencji z listy Bezpartyjnego Bloku Wspierania Reform. W Sejmie kierował Komisją Młodzieży, Kultury Fizycznej i Sportu. Był wraz z Lesławem Ćmikiewiczem jednym z pierwszych organizatorów Uczniowskich Klubów Sportowych oraz inicjatorem organizowania turniejów mini piłki nożnej dla dzieci zrzeszonych w UKS-ach. W 1995 objął stanowisko wiceprezesa zarządu Polskiego Związku Piłki Nożnej. Po rozpadzie BBWR przystąpił do Partii Republikanie.
W 1996 zginął w Dominikanie w katastrofie lotniczej lotu Birgenair 301, w trakcie której śmierć poniósł też poseł Zbigniew Gorzelańczyk. Pośmiertnie w 1996 został odznaczony Krzyżem Kawalerskim Orderu Odrodzenia Polski. W 1996 poświęcono mu tablicę pamiątkową na budynku Stadionu Polonii Warszawa.